# Almdorf
Almdorf (dänisch: Almtorp, tlw. auch Almtrup, nordfriesisch: Aalmtoorp, niederdeutsch: Almdörp) ist eine Gemeinde im Kreis Nordfriesland in Schleswig-Holstein.

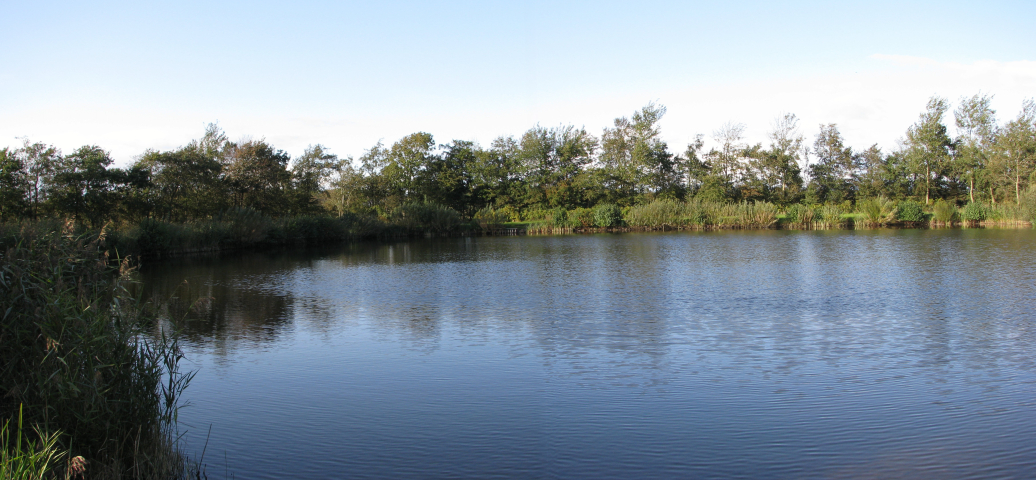
Almdorfer Teich

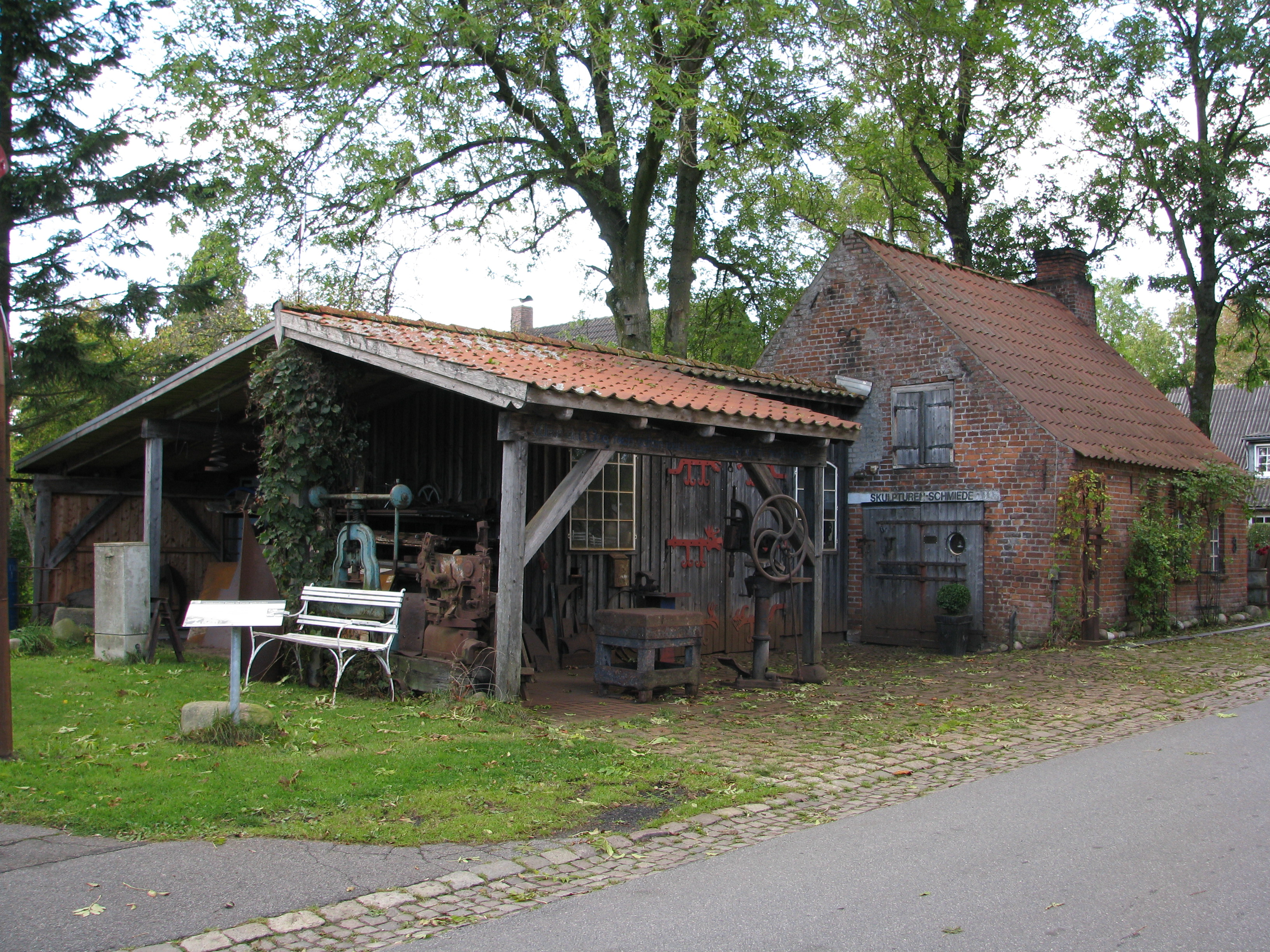
Almdorfer Schmiede aus dem 18. Jahrhundert

## Geografie

### Geografische Lage
Das Gemeindegebiet von Almdorf erstreckt sich zu beiden Seiten des Übergangs der Bredstedt-Drelsdorfer Geest in die hier südlich vorgelagerte Hattstedtermarsch mit dem hier entwässernden Flusslauf der Arlau.

### Gemeindegliederung
Das Siedlungsgebiet der Gemeinde Almdorf gliedert sich in die Dorflage gleichen Namens sowie als weiteren Wohnplatz die Häusergruppe Breklumerkoog.

### Nachbargemeinden
|          | Breklum                                     | Drelsdorf |
| Struckum | Kompassrose, die auf Nachbargemeinden zeigt | Bohmstedt |
|          | Hattstedtermarsch                           |           |

## Geschichte
Archäologische Funde belegen eine altsteinzeitliche Besiedlung des Gemeindegebiets.
Almdorf gehörte ursprünglich zum Schleswiger Domkapitel und wurde 1352 im Registrum capituli Slesvicensisa erstmals urkundlich erwähnt.
Eine Theorie besagt, dass der Ortsname vom altgermanischen Allmende abgeleitet wurde und somit gemeinsames Land bedeutet, einer anderen Theorie zufolge kommt er aus dem Altdänischen (Almthorp) und bedeutet Ulmendorf.
Im Verlauf des Jahres 1934 wurde die Kirchspielslandgemeinde Breklum aufgelöst. Alle ihre Dorfschaften, Dorfgemeinden und Bauerschaften wurden zu selbständigen Gemeinden/Landgemeinden, am 1. Dezember 1934 auch Almdorf.

## Politik

### Gemeindevertretung
Bei der Gemeindewahl am 14. Mai 2023 wurden wiederholt alle neun Sitze in der Gemeindevertretung mit Kandidaten der Liste Wählergemeinschaft Almdorf (WGA) besetzt. Die Wahlbeteiligung betrug 51,7 Prozent.

### Bürgermeister
Für die Wahlperiode 2023–2028 wurde wiederholt Olaf Held (WGA) zum Bürgermeister gewählt.

### Partnergemeinde
Almdorf ist mit Werder (Havel) in Brandenburg partnerschaftlich verbunden, zuvor mit Bliesendorf, mittlerweile eingemeindet.

## Vereine und regelmäßige Veranstaltungen
Im Dorfleben eine feste Größe ist der Ringreiter-, Schützen- und Kegelverein „Glück Zu“ e. V. Er zeichnet für das alljährlich stattfindende Sommerfest verantwortlich. Weiterer Kulturträger ist die Freiwillige Feuerwehr.

## Wirtschaft und Infrastruktur
Die Wirtschaft in Almdorf ist sehr kleinteilig strukturiert. Der Strukturwandel der Landwirtschaft hat seine Spuren hinterlassen. Es gibt nur noch einzelne Agrarbetriebe, die größtenteils ihr Heim außerhalb des Siedlungskerns haben. Daneben existieren heute noch kleine Handwerksbetriebe, wie z. B. die Kunstschmiede und eine regional bekannte Gärtnerei. Heute nimmt die Wohnfunktion für die kleine Gemeinde die führende Rolle ein.

## Verkehr
Die Ortschaft Almdorf befindet sich abseits von den nordfriesischen Hauptverkehrsachsen. Der Ort ist erreichbar über eine Landstraße, die im Nachbarort Struckum direkt am Ortseingang von der Bundesstraße 5 ostwärts abzweigt. Sie führt am südlichen Ortsrand von Almdorf vorbei.
Westlich des Ortes kreuzt am Ortseingang Struckums die Marschbahn die Verbindungsstraße. Die nächstgelegenen Bahnhöfe befinden sich in Bredstedt (Regionalverkehr) und Husum (Fernverkehr).
Im ÖPNV ist Almdorf nur eingeschränkt erreichbar. Eine durchgängige Linienverbindung im Taktverkehr des Schleswig-Holstein-Tarifs besteht entlang der Bundesstraße 5 nach Struckum. Ein weiterer Linienbus bedient zusätzlich den Schülerverkehr des Ortes von und nach Breklum mit eingeschränkten Verkehrszeiten.

## Sehenswürdigkeiten
Die Anfang des 18. Jahrhunderts erbaute Dorfschmiede wird bis heute als Schmiede genutzt. Sie ist inzwischen überregional bei Schmiedebegeisterten bekannt.
Daneben bietet die Umgebung Almdorfs die Möglichkeit, Natur und Landschaft auf eindrucksvolle Weise zu erkunden. So beginnt beispielsweise ein 33 km langer beschilderter Radwanderungs-Rundkurs, die Ostenautal-Route, in Almdorf.